# Gustaf Grefberg
Gustaf Grefberg (* 18. Februar 1974 in Östersund) ist ein schwedischer Musiker und Komponist von Videospielmusik.
Als Mitglied der Amiga scene war er bekannt unter dem Namen Lizardking.
Er war Mitglied von Alcatraz, The Silents, Razor 1911, The Black Lotus und Triton Productions. Außerdem erfand er die Musikrichtung „Doskpop“, die man unter anderem in seinen Aufnahmen „Doskpop - The Compilation“ und „Memorial Songs 1+2“ hören kann.
Heute ist er bei Starbreeze Studios fest angestellt. Er schrieb dort die Soundtracks von Spielen wie The Chronicles of Riddick: Escape from Butcher Bay, The Darkness, Enclave, Knights of the Temple, Justice und Brothers: A Tale of Two Sons.
Er wirkte außerdem bei Musikproduktionen wie Merregnon mit und war 2005 bei einer Aufführung der Game-Concerts-Reihe mit seinem Soundtrack zu The Chronicles of Riddick: Escape from Butcher Bay vertreten. The Chronicles of Riddick: Escape from Butcher Bay wurde von der Redaktion der Spielezeitschrift GameStar zum „Soundtrack des Jahres 2004“ gekürt.

## Diskographie
- Physiology (1993)
- Fashion8 (1998)
- Audiophonik (1999)
- Merregnon Vol. 1 (2001)
- Merregnon Vol. 2 (2004)
- Born in the Stars (als Xain) (2004)